# أولاد فاضل
أولاد فاضل بلدة وبلدية تابعة لدائرة تيمقاد في ولاية باتنة بالجزائر.

## الموقع الجغرافي
تقع بلدية أولاد فاضل في أقصى الجهة الشرقية لولاية باتنة ويحدها من :
- الشمال: بلديــة الشمــرة.
- الجنوب: بلديــة تاوزيانت (ولاية خنشلة).
- الشرق: بلديــة الرميلة (ولاية خنشلة).
- الغرب: بلديــة تيمقــاد.